# Papyrus d'Héraclès
Le Papyrus d'Héraclès est un fragment de papyrus enluminé daté du IIIe siècle. Il contient le texte d'un poème évoquant les Travaux d'Héraclès ainsi que ses illustrations. Il est considéré comme l'un des plus anciens exemples d'illustrations d'un texte littéraire.

## Historique
Le manuscrit a été trouvé en fouille archéologique à Oxyrhynque en Haute-Égypte menée par des Britanniques. Il fait partie d'un ensemble de papyri trouvés sur place au milieu de tas de détritus à la fin du XIXe et début du XXe siècle. Il est conservé avec de nombreux autres papyri d'Oxyrhynque, au sein de la Sackler Library (en) de l'université d'Oxford, la bibliothèque réunissant les anciens fonds provenant de l'Ashmolean Museum. Il est publié pour la première fois en 1954.

## Description
Ce fragment est issu d'un rouleau de papyrus qui contenait le texte d'un poème comique écrit sous la forme d'un dialogue entre Héraclès et une autre personne non-identifiée. Cette partie du manuscrit, qui contient deux colonnes de textes, évoque le premier travail : la chasse du Lion de Némée.
Les illustrations se limitent à de petits croquis de couleur noire. Comme souvent dans les illustrations de papyrus, comme dans le Fragment d'un roman grec non identifié, il s'agit de petites scènes se succédant rapidement, vite dessinées et sans fond. Le croquis, à gauche, représente Héraclès coupant un bâton de bois depuis un olivier. Le second, en haut à droite, le représente saisissant le lion de ses bras, ayant posé son bâton à côté de lui. Le dernier, en bas à droite, plus abimé, représente Héraclès peut-être en train de saisir la peau du lion, ou plus simplement se tenant près de sa dépouille.